# Sophie-Hedwige de Danemark
La princesse Sophie-Hedwige de Danemark et de Norvège (28 août 1677 - 13 mars 1735) est une princesse danoise, fille du roi Christian V et de la reine consort, Charlotte-Amélie de Hesse-Cassel.  

## Biographie

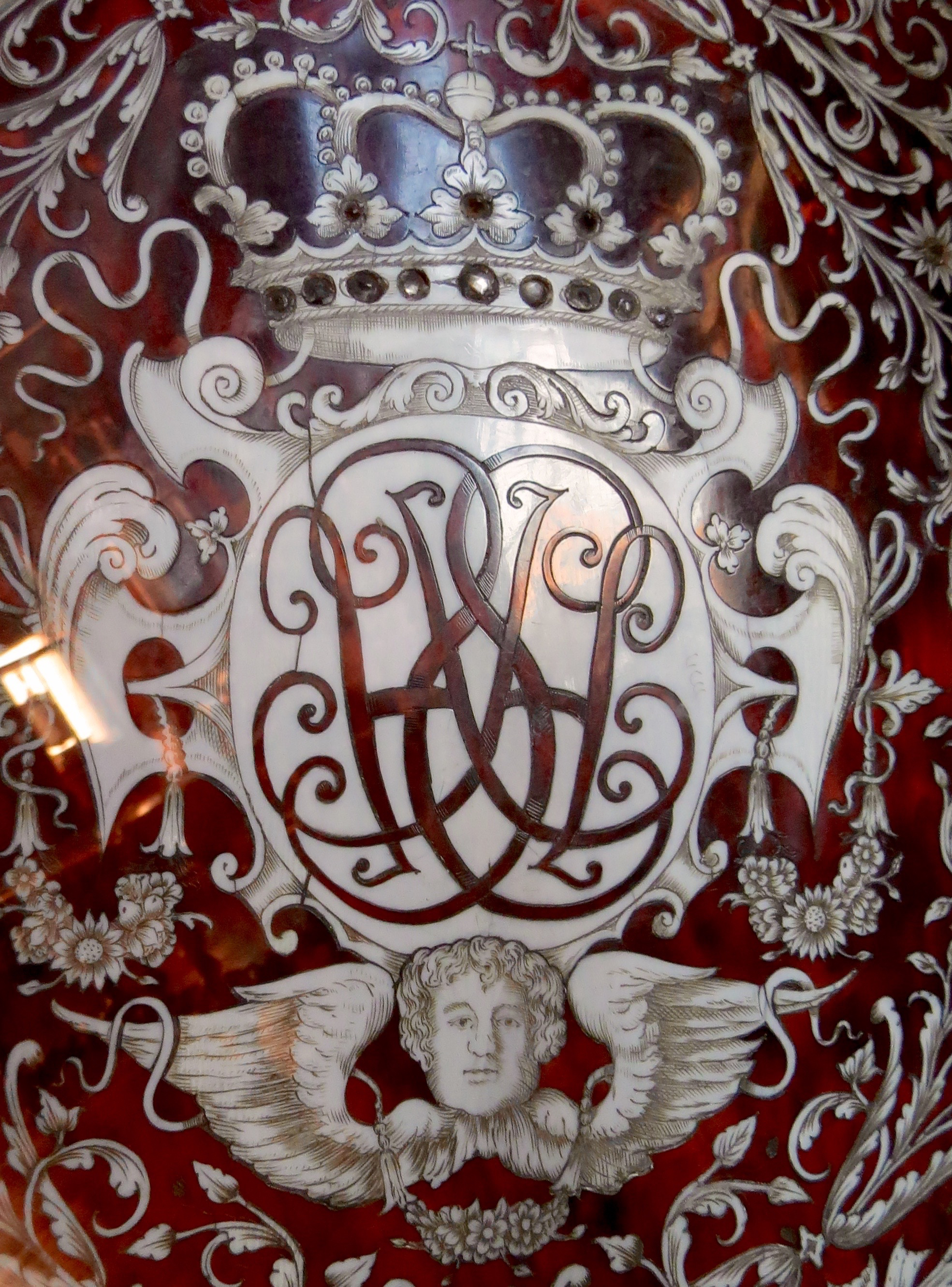
Monogramme de la princesse Sophie-Hedwige au château de Rosenborg.

Sophie-Hedwige est fiancée trois fois. Enfant, elle est fiancée à son cousin, Jean-Georges IV de Saxe, conformément à la politique traditionnelle du mariage dynastique entre le Danemark et la Saxe. En 1689, le mariage est prévu pour deux ans plus tard, mais lorsque Jean George succède à son père en 1691, il rompt les fiançailles. En 1692 et entre 1694 et 1697, un mariage avec le futur Joseph Ier (empereur du Saint-Empire), est suggéré. Cependant, Sophie-Hedwige refuse de se convertir au catholicisme malgré les pressions considérables de son père. 
Entre 1697 et 1699, le Danemark souhaite s'allier à la Suède grâce à un double mariage entre le roi Charles XII de Suède et la princesse Sophie-Edwige de Danemark, et le Prince Charles of Denmark (en) et Edwige-Sophie de Suède qui a lieu en 1698, mais le premier mariage est alors remplacé par celui de la princesse Ulrique-Eléonore de Suède avec le landgrave Frédéric de Hesse-Cassel qui aura lieu en 1715. En outre, Charles XII ne souhaite pas se marier et l'alliance dano-suédoise rencontre une grande résistance en Suède. 
Sophie-Hedwige reste officiellement célibataire, bien qu'il y ait des rumeurs selon lesquelles elle conclut un mariage secret avec le noble Carl Adolph von Plessen (en) (1678-1758). 
En 1699, le père de la princesse meurt et son frère, Frédéric IV lui succède. En accord avec la tradition, Sophie-Hedwige vit avec sa mère jusqu'à la mort de celle-ci en 1714, puis à la cour de son frère le roi. Parmi ses dames d'honneur figurait Elisabeth Helene von Vieregg (en), qui devient en 1701 la maîtresse royale de son frère et, en 1703, sa deuxième femme. À la mort de sa mère en 1714, la princesse hérite des domaines Gjorslev (en) et Erikstrup, qu'elle échange avec le roi contre les domaines de Dronninglund, Dronninggård (en) et Børglum Abbey (en) (Børglumkloster). 
Elle entretient de bonnes relations avec son frère jusqu'en 1721, date à laquelle elle quitte la cour avec son jeune frère, le prince Charles, pour protester contre le mariage du roi avec Anne-Sophie de Reventlow. Les frères et sœurs s'installent avec leurs propres tribunaux au manoir de Vemmetofte (en), dont Charles a hérité de leur mère. Ils ont une cour de 70 nobles courtisans, dirigée par Carl Adolph von Plessen. Sophie-Hedwig, ainsi que Charles et von Plessen, fondent des écoles pour les paysans des domaines. 
Après la mort de son frère Charles en 1729, elle hérite des domaines de Vemmetofte, Højstrup et Charlottenborg, ainsi que de dettes, qu'elle réussit à gérer grâce aux revenus des domaines de Palais Sorgenfri, Dronninggård et Frederiksdal, qu'elle obtient de son neveu lorsqu'il succède à son frère en 1730. 
La princesse est une portraitiste talentueuse et s'intéresse à la musique, aux travaux manuels tels que les ornements en ivoire et à la broderie. Elle rassemble des livres de psaumes et divers écrits. Un certain nombre de ses créations sont conservées dans la collection royale du château de Rosenborg. En 1735, le couvent de Vemmetofte (Vemmetofte Kloster) pour les nobles célibataires est fondé sur instruction de son testament. Elle meurt à l'âge de 57 ans à Charlottenborg.